# Грб Бранденбурга
Грб Бранденбурга је званични грб немачке покрајине (државе) Бранденбург, који је усвојен усвојена 30. јануара 1991 године.

## Опис грба
Грб је представљан сребрним штитом на којем се налази црвени орло са златним кљуном и канџама звездасто раширеним. Тренутна верзија је усвојена 30. јануара 1991. године и базира се на историјском грбу ове покрајине. Најстарији сличан грб за ову покрајину познат је још из 1330. године (тзв. аскански орао). 
Према предању, Маркишер Адлер („орао од Марке“), или црвени орао од Марке Бранденбург, усвојио је војвода Геро I Гвоздени још у 10. веку. Постоје докази који наводе да је Асканин Алберт Медвед био творац овог грба. Медвев је још за живота, своју територију поделио између својих синова, чиме су створене војводине која ће касније постати познате као: Анхалт, Бранденбург и Мајсен.
Иначе, симбол орала је популаран мотив у целом овом региону. Његова боја представља енергију, локални патриотизам и узвишене циљеве.

## Историјски изгледи грба
- Грб
 Марке Бранденбург 
 (1157–1806)
- Грб
 Бранденбург-Прусије 
 (1618–1701)
- Грб
 Провинције Бранденбург 
 (1816–1946)
- Грб 
 Бранденбурга 
 (1945-1952)